# 日刊新民報
日刊新民報（にっかんしんみんぽう）は、日刊新民報社が埼玉県所沢市で編集・発行・配布されていた日刊の市域地方新聞（地方紙）である。通称みんぽう。
2012年（平成24年）3月31日を以って廃刊した。

## 概説

濃い桃色の部分が所沢市

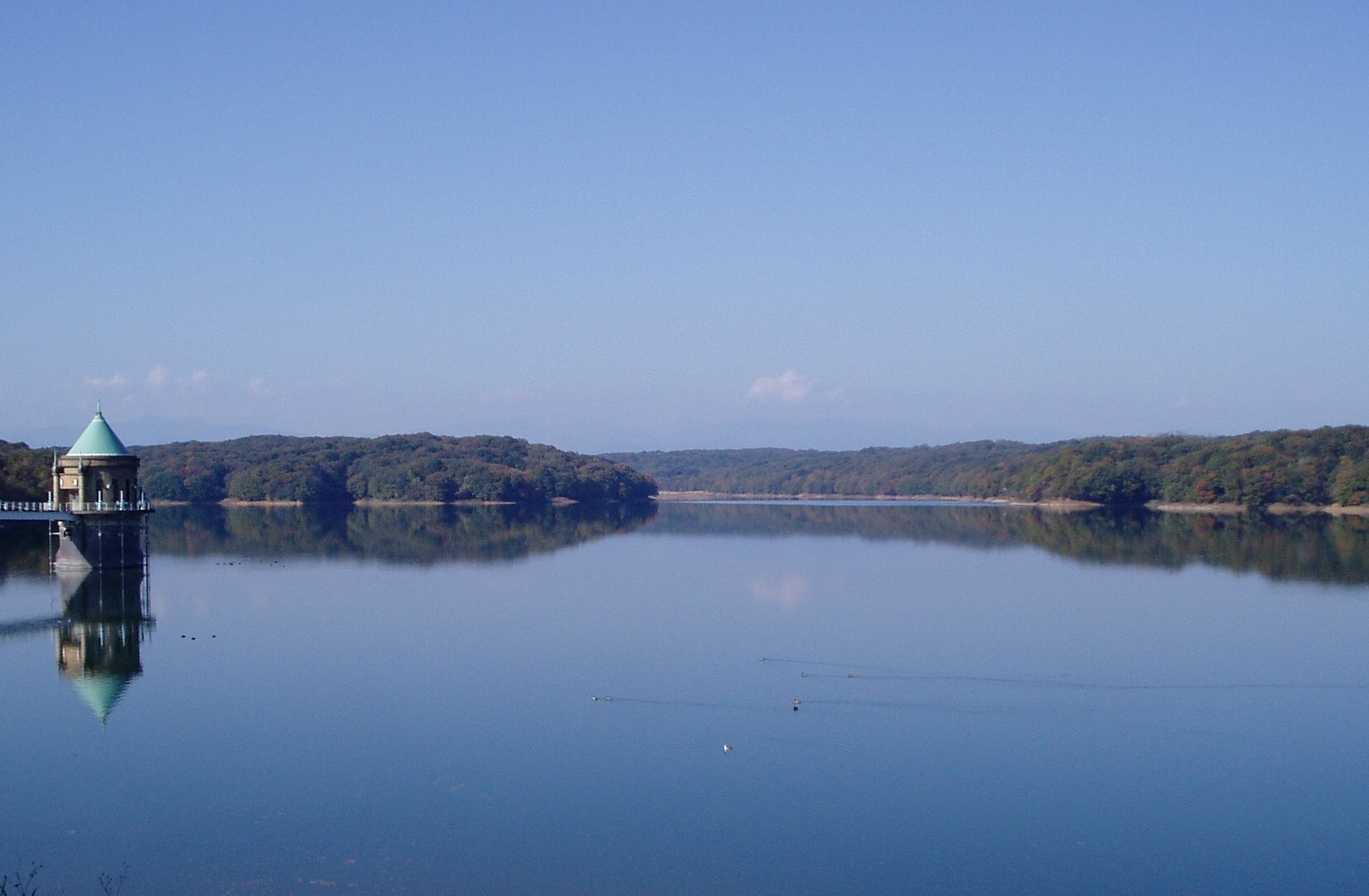
所沢市（狭山湖）

所沢市の政治・経済・文化・スポーツ・学校行事・イベント・介護・医療問題等地域密着の情報を多数掲載し、県域紙並みの価格設定で毎日発行している。所沢市は全国5大紙・ブロック紙・県域紙のいずれも配布対象地域である上、ほぼ同じ地域を対象とする家庭新聞社の『家庭新聞』も競合している中で、日刊新民報は1952年の創刊以来50年以上有料日刊を継続していた。こうした例は日本に限っても多くない。
同時にCMSを導入したウェブサイトで情報発信している。日刊新民報社の社是は『平和を愛し　真実を報道する市民の新聞』。

### 新聞データ
- 発行者：株式会社日刊新民報社（埼玉県所沢市有楽町17-17）
- タブロイド判4ページ
- 購読料：1,835円（月額、税込み）[2]
- 発行部数：不明
- 主な購読者：所沢市内の一般家庭・企業・市役所など

## 沿革
- 1952年10月1日 - 創刊
- 2012年3月31日 - 廃刊